# 1845
1845 (MDCCCXLV) var ett normalår som började en onsdag i den gregorianska kalendern och ett normalår som började en måndag i den julianska kalendern.

## Händelser

### Mars

Florida.

- 3 mars – Florida blir den 27:e delstaten att ingå i den amerikanska unionen.[1]
- 4 mars
  - James Polk blir USA:s nye president, efterträdande John Tyler .
  - Demokraten George Dallas från Pennsylvania blir USA:s nye vicepresident .
- 6 mars – Revolution utbryter i Ecuador.

### April
- 21 april – Halmstad, Sverige härjas av brand.[2]

### Maj
- 2 maj – En hängbro kollapsar i Great Yarmouth i England, Storbritannien och cirka 80 personer dödas, främst barn.[3]
- 17 maj – Gummisnodden uppfinns.

### Juni
- Juni – Ett nordiskt studentmöte hålls i Köpenhamn, Danmark.[4]
- 21 juni – Ett kastell på Kastellholmen i Stockholm, Sverige exploderar.[2]

### Juli
- 26 juli–10 augusti – Isambard Kingdom Brunels järnångbåt Great Britain genomför en transatlantisk kosning från Liverpool i England, Storbritannien till New York i New York, USA som första skruvpropellerdrivna färdmedel.[5][6]

### Augusti
- Augusti – John Franklins expedition med båtarna HMS Erebus och HMS Terror, som letar efter Nordvästpassagen, ses gå in i Baffinbukten. Expeditionen  sågs aldrig igen av europeer.[7]

### September
- 3 september – Den svenska indragningsmakten mot tidningar avskaffas.
- 11 september – Skellefteå får stadsprivilegier.[8]

### Oktober
- 6 oktober – Svenska slöjdföreningen instiftas av Nils Månsson Mandelgren.[9]

### December
- 8 december – Asteroiden 5 Astraea upptäcks av Karl Ludwig Hencke, den femte upptäckta asteroiden totalt och den första på 38 år.
- 11 december – Sonderbund grundas av sju romersk-katolska schweiziska kantoner.[10]
- 29 december – Texas blir den 28:e delstaten att ingå i den amerikanska unionen efter nio år som självständig republik.[11]

### Okänt datum
- Lika arvsrätt för man och kvinna införs på den svenska landsbygden.
- Den svenska riksdagen beslutar om att slavarna på den svenska koloniön Saint-Barthélemy skall friköpas.
- Adolf von Rosen får ensamrätt att bygga järnväg Stockholm–Göteborg och Stockholm–Malmö/Ystad. Planerna kommer dock inte till stånd på grund av pengabrist.
- Jönköpings Tändsticksfabrik grundas i Sverige.
- August Blanches drama "Läkaren", som för in sociala frågor på teatern, uppförs på Kongl. Dramatiska teatern.
- Jämtlands första tidning, Jemtlands Tidning, grundas.

## Födda

### Första kvartalet

#### Januari
- 8 januari – Irving W. Drew, amerikansk politiker, senator 1918. (död 1922)
- 14 januari – Henry Petty-Fitzmaurice, brittisk politiker. (död 1927)
- 19 januari – Joseph M. Carey, amerikansk republikansk politiker och jurist. (död 1924)
- 20 januari – Hugo Hammarskjöld, svensk politiker. (död 1937)
- 30 januari – Albert Estopinal, amerikansk demokratisk politiker och plantageägare, kongressledamot 1908–1919. (död 1919)

#### Februari
- 22 februari – Lennart Groll, svensk politiker. (död 1896)

#### Mars
- 3 mars – Georg Cantor, tysk matematiker. (död 1918)
- 10 mars – Alexander III av Ryssland, rysk tsar. (död 1894)
- 27 mars – Wilhelm Conrad Röntgen, tysk fysiker, nobelpristagare. (död 1923)

### Andra kvartalet

#### April
- 23 april – George C. Pendleton, amerikansk demokratisk politiker, kongressledamot 1893–1897. (död 1913)
- 24 april – Carl Spitteler, schweizisk författare, nobelpristagare 1919. (död 1924)

#### Maj
- 1 maj – Lawson Tait, skotsk gynekolog. (död 1899)
- 9 maj – Gustaf de Laval, svensk ingenjör, uppfinnare och industriman, grundare av DeLaval[12]. (död 1913)
- 12 maj – Gabriel Fauré, fransk kompositör, pianist och organist. (död 1924)
- 15 maj – Ilja Metjnikov, rysk fysiolog, nobelpristagare. (död 1916)
- 31 maj – Rookes Evelyn Crompton, brittisk industriman. (död 1940)

#### Juni
- 3 juni – Arthur von Posadowsky-Wehner, tysk politiker. (död 1932)
- 18 juni – Alphonse Laveran, fransk läkare, nobelpristagare. (död 1922)
- 22 juni – Richard Seddon, nyzeeländsk politiker. (död 1906)
- 29 juni – George W. Atkinson, amerikansk republikansk politiker, kongressledamot 1890–1891, guvernör i West Virginia 1897–1901. (död 1925)

### Tredje kvartalet

#### Juli
- 9 juli – Earlen av Minto, brittisk politiker. (död 1914)

#### Augusti
- 7 augusti – Daniel Lindsay Russell, amerikansk politiker, kongressledamot 1879–1881, guvernör i North Carolina 1897–1901. (död 1908)
- 10 augusti – Abaj Qunanbajuly, kazakisk poet, kompositör och filosof. (död 1904)

#### September
- 1 september
  - Mimmi Bergh, finländsk pedagog, författare, översättare och feminist. (död 1932)
  - Paul Sanford Methuen, brittisk militär. (död 1932)
- 12 september – Joshua Levering, amerikansk politiker, religiös ledare och nykterhetsaktivist. (död 1935)
- 18 september – Rafael Hertzberg, finlandssvensk författare, översättare, historiker, affärsman, uppfinnare och publicist. (död 1896)

### Tredje kvartalet

#### Oktober
- 7 oktober
  - Otto March, tysk arkitekt. (död 1913)
  - Erik Olof Burman, svensk universitetslärare och filosof. (död 1929)

#### November
- 1 november – Zygmunt Gorazdowski, polskt helgon. (död 1920)
- 4 november – Thomas Barlow, brittisk läkare. (död 1945)
- 5 november – Alfred-Louis Brunet-Debaines, fransk målare och gravör. (död 1939)
- 26 november – Johan August Ekman, svensk ärkebiskop 1900–1913. (död 1913)

#### December
- 18 december – Nikola Pašić, serbisk politiker. (död 1926)
- 24 december
  - Fernand Cormon, fransk konstnär. (död 1924)
  - Georg I av Grekland, kung av grekland 1863–1913. (död 1913)

## Avlidna

### Första kvartalet

#### Januari
- 1 januari – Eduard von Lichnowsky, 55, österrikisk furste och historiker.
- 2 januari – Hortense Haudebourt-Lescot, 60, fransk konstnär.
- 4 januari
  - Louis-Léopold Boilly, 83, fransk konstnär.
  - Pehr Elfstrand, 61, svensk skeppsredare, grosshandlare och riksdagsman.
- 5 januari – Kazimierz Małachowski, 79, polsk militär.
- 11 januari – Etheldred Benett, 68, brittisk geolog.
- 20 januari – Edward Raczyński, 58, polsk greve, författare och mecenat.
- 22 januari – Pierre Hyacinthe Azaïs, 78, fransk filosof.
- 28 januari
  - Michael Benedicks, 76, svensk affärsman.
  - Ernst von Houwald, 66, tysk friherre och dramatiker.

#### Februari
- 6 februari – Sebastián Miñano, 66, spansk författare.
- 13 februari – Henrich Steffens, 71, dansk-tysk naturforskare, filosof och poet.
- 14 februari – Joseph Lakanal, 82, fransk politiker.
- 15 februari – Adolf Fredrik von Willebrand, 78, finländsk friherre och ämbetsman.
- 17 februari – Robert Grosvenor, 1:e markis av Westminster, 77, brittisk godsägare.
- 22 februari – Sydney Smith, 73, brittisk satiriker och politiker.
- 23 februari – Julie Charpentier, 75, fransk skulptör.
- 25 februari – Asher Robbins, 83, amerikansk politiker, senator 1825–1839.

#### Mars
- 9 mars – Sven Lidman, 60, svensk präst, riksdagsman och upptäcktsresande.
- 10 mars – Harriette Wilson, 59, brittisk kurtisan.
- 13 mars
  - John Frederic Daniell, 55, brittisk fysiker.
  - Charles-Guillaume Étienne, 68, fransk författare.
- 14 mars – Anton Christian Wedekind, 81, tysk historiker.
- 16 mars – Isaac C. Bates, 66, amerikansk politiker, senator 1841–1845.
- 23 mars – Abraham Rydberg, 64, svensk donator.

### Andra kvartalet

#### April
- 1 april – Manuel Blanco, 65, spansk botaniker och missionär.
- 3 april – Andreas Olsen, 54, norsk jurist och författare.
- 12 april – Zacharias Bång, 62, svensk militär.
- 14 april – Anders Hahr, 80, svensk brukspatron.
- 15 april
  - Maria Deland, 66, svensk skådespelare.
  - Philippe Guerrier, 87, haitisk militär och politiker, Haitis president 1844–1845.
- 18 april – Nicolas-Théodore de Saussure, 77, schweizisk naturforskare.
- 20 april – Thomas Phillips, 74, brittisk konstnär.
- 29 april – Joachim Dietrich Brandis, 83, tysk-dansk läkare.

#### Maj
- 8 maj – Lovisa Charlotta Malm-Reuterholm, 77, svensk friherrinna, målare och författare.
- 11 maj – William H. Roane, 57, amerikansk politiker, senator 1837–1841.
- 12 maj
  - János Batsányi, 82, ungersk poet.
  - August Wilhelm Schlegel, 77, tysk författare.
- 17 maj – Jean-Baptiste Philibert Willaumez, 81, fransk sjömilitär.
- 19 maj – Maria Versfelt, 68, nederländsk skådespelare och författare.
- 26 maj – Jónas Hallgrímsson, 37, Islands nationalskald.

#### Juni
- 4 juni – Lars Molin (mer känd som Lasse-Maja), 59, svensk tjuv som ofta förklädde sig i kvinnokläder.
- 7 juni – Kaahumanu III, 50, Hawaiis drottning, medregent 1839–1845.
- 8 juni – Andrew Jackson, 78, amerikansk militär och politiker, USA:s president 1829–1837.
- 14 juni – Steingrímur Jónsson, 76, isländsk biskop.
- 17 juni – Johannes Svensson, 69, svensk organist och kompositör.

### Tredje kvartalet

#### Juli
- 10 juli – Christian Frederik Hansen, 89, dansk arkitekt.
- 11 juli – Johann Wilhelm Meigen, 81, tysk entomolog.
- 12 juli
  - Ludwig Persius, 42, tysk arkitekt.
  - John Pope, 75, amerikansk politiker, senator 1807–1813.
  - Henrik Wergeland, 37, norsk författare.
- 17 juli – Charles Grey, 2:e earl Grey, 81, brittisk politiker, premiärminister 1830–1834.
- 20 juli – Joseph Artôt, 30, belgisk violinist och tonsättare.
- 22 juli – Heinrich von Bellegarde, 87, österrikisk greve, fältmarskalk och statsman.
- 23 juli – Othniel Looker, 87, amerikansk politiker, guvernör i Ohio 1814.
- 25 juli – Pehr Lund, 60, svensk orgelbyggare.
- 29 juli – François-Joseph Bosio, 77, fransk skulptör.

#### Augusti
- 17 augusti – Hieronymus Payer, 58, österrikisk musiker.
- 21 augusti
  - Christen Christensen, 39, dansk skulptör.
  - Vincent-Marie Viénot de Vaublanc, 89, fransk politiker.
- 23 augusti – Amédée Louis Michel Lepeletier, 74, fransk entomolog.
- 26 augusti – Philippe de Girard, 70, fransk uppfinnare.
- 28 augusti – Nikolaus Becker, 35, tysk poet.
- 30 augusti – Buckner Thruston, 82, amerikansk jurist och politiker, senator 1805–1809.

#### September
- 2 september – Bernardino Rivadavia, 65, argentinsk politiker, president 1826–1827.
- 4 september – Pierre-Paul Royer-Collard, 82, fransk statsman och filosof.
- 9 september – Richard Cheatham, 46, amerikansk politiker, kongressledamot 1837–1839.
- 10 september – Joseph Story, 65, amerikansk jurist, domare vid USA:s högsta domstol 1812–1845.
- 15 september – Klementyna Hoffmanowa, 46, polsk författare.
- 16 september – Johannes Kinker, 81, nederländsk filosof.
- 17 september – Erik Samuel Ödmann, 58, svensk präst och riksdagsman.
- 26 september – Gustaf Hjärne, 77, svensk-finländsk militär och ämbetsman, landshövding i Nylands och Tavastehus län 1816–1828, vice ordförande i senatens ekonomiedepartement 1833–1841.

### Fjärde kvartalet

#### Oktober

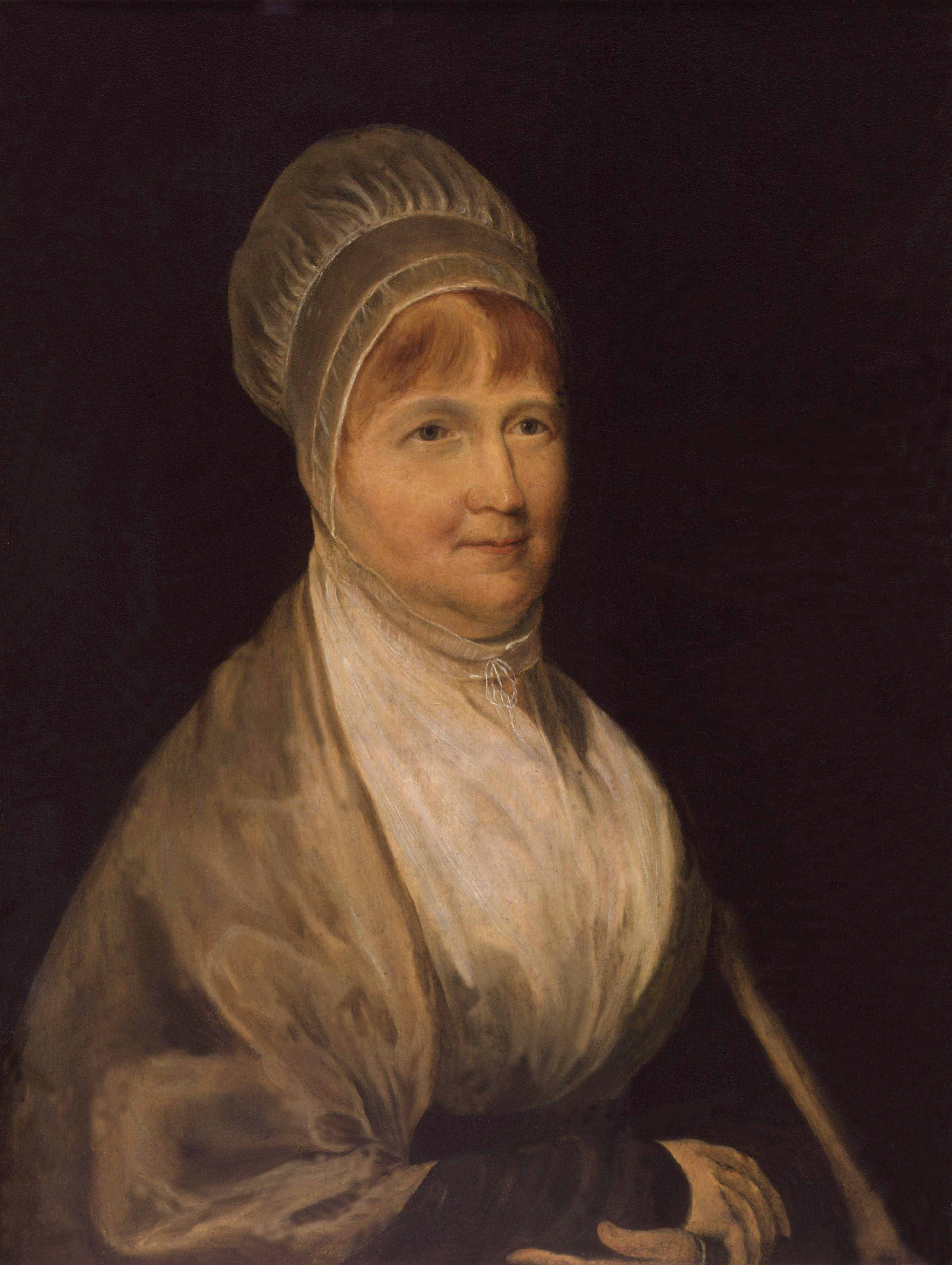
Den brittiska fängelsereformatorn Elizabeth Fry avled den 12 oktober, 65 år gammal.

- Den brittiska fängelsereformatorn Elizabeth Fry avled den 12 oktober, 65 år gammal.12 oktober – Elizabeth Fry, 65, brittisk fängelsereformator och filantrop.
- 18 oktober – Jean-Dominique Cassini, 97, fransk astronom.
- 19 oktober – Clemens August von Droste zu Vischering, 72, tysk ärkebiskop av Köln.
- 23 oktober – Jacob Winroth, 80, svensk ämbetsman.
- 25 oktober – Frederik Thorkildsen Wexschall, 47, dansk violinist.
- 27 oktober
  - Jonas Andersson i Alandsköp, 80, svensk riksdagsman i bondeståndet.
  - Jean Peltier, 60, fransk fysiker och meteorolog.
- 30 oktober – Nicolas Charlet, 53, fransk konstnär.
- 31 oktober – Johannes Reinhardt, 66, dansk zoolog.

#### November
- 2 november – Chrétien Urhan, 55, fransk kompositör.
- 3 november – Arnold Wallick, 66, dansk teatermålare.
- 6 november – Lars Johan Appelberg, 47, svensk flöjtist och kompositör.
- 10 november – Berndt Robert Gustaf Stackelberg, 61, svensk militär, guvernör i Svenska S:t Barthélemy 1812–1816.
- 14 november – Peter Hallberg, 79, svensk målarmästare.
- 24 november – Karl Wilhelm Wach, 58, tysk konstnär.
- 25 november – James Thomas, 60, amerikansk politiker, guvernör i Maryland 1833–1836.
- 30 november – Nils Gabriel Sefström, 58, svensk kemist och mineralog.

#### December
- 2 december – Giovanni Simone Mayr, 82, tysk-italiensk kompositör.
- 7 december – John Cotton Smith, 80, amerikansk politiker, guvernör i Connecticut 1812–1817.
- 15 december – Lars Peter Wadsten, 80, svensk konstnär.
- 19 december – Friedrich Wilhelm Riemer, 71, tysk filolog.
- 21 december – Sir Robert Sale, 63, brittisk militär.
- 25 december – Wilhelm Friedrich Ernst Bach, 86, tysk kompositör.
- 27 december – Judah Dana, 73, amerikansk jurist och politiker, senator 1836–1837.
- 29 december
  - Charlotta Alm, 40, svensk ballerina.
  - Karl von Birago, 53, österrikisk friherre och militäringenjör.

### Okänt datum
- Jahonotin Uvaysiy, uzbekisk poet.

### Fotnoter
1. ↑  ”World Statesmen (läst 3 april 2011)”. http://www.worldstatesmen.org/US_states_F-K.html#Florida.
2. 1 2  ”Värmlands brandhistoriska klubb”. Arkiverad från originalet den 12 oktober 2011. https://www.webcitation.org/62NB7kO36?url=http://www.brandhistoriska.org/olyckor_se.html. Läst 6 mars 2011.
3. ↑  ”The Great Yarmouth Suspension Bridge Disaster – May 2nd 1845”. Broadland Memories. Arkiverad från originalet den 18 juli 2011. https://web.archive.org/web/20110718231354/http://www.broadlandmemories.co.uk/documents/news/news_pre1900/gy_suspensionbridge_1845.pdf. Läst 14 oktober 2010.
4. ↑  ”Studentmössan”. http://studentmossa.tjoho.nu/studinf.html.
5. ↑  Fox, Stephen (2003). Transatlantic: Samuel Cunard, Isambard Brunel, and the Great Atlantic Steamships. HarperCollins. ISBN 978-0-06-019595-3
6. ↑  ”Great Britain”. The Ships List. Arkiverad från originalet den 28 maj 2010. https://web.archive.org/web/20100528131641/http://www.theshipslist.com/pictures/Greatbritain.htm. Läst 1 oktober 2010.
7. ↑   The Hutchinson Factfinder. Helicon. 1999. sid. 549. ISBN 1-85986-000-1
8. ↑  ”Skellefteås lokalhistoria”. Arkiverad från originalet den 6 maj 2007. https://web.archive.org/web/20070506141903/http://lokalhistoria.skelleftea.org/kultur06.htm.
9. ↑  ”Stadgar för Föreningen Svensk Form”. Arkiverad från originalet den 17 augusti 2010. https://web.archive.org/web/20100817221235/http://www.svenskform.se/files/File/StadgFSF.pdf.
10. ↑  ”World Statesmen (läst 7 april 2011)”. http://www.worldstatesmen.org/Switzerland.html#Sonderbund.
11. ↑  ”World Statesmen”. http://www.worldstatesmen.org/United_States.html.
12. ↑  ”Det hände i dag”. http://webnews.textalk.com/se/calendar.php?id=9747&type=month&ds=20100509&list=true.